# Rijstkoker

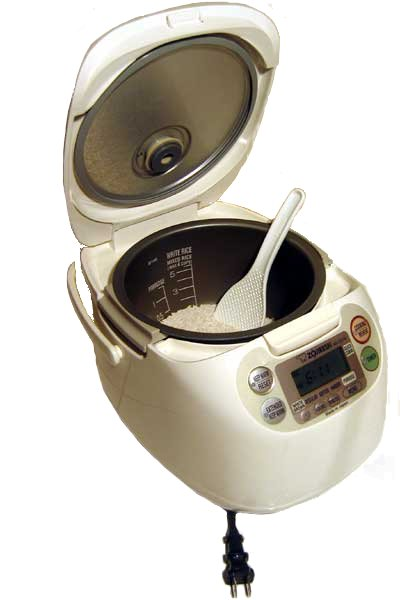
Elektrische rijstkoker

Een rijstkoker, ricecooker of rijststomer is een keukenapparaat, gebruikt voor het koken van rijst. Er zijn elektrische, magnetron-, gas-, openstoom- en openvuur-varianten. Bij sommige typen rijststomers hangt de rijst boven kokend water en wordt deze gekookt door de stoom die daarvan opstijgt. De bedoeling daarvan is te voorkomen dat veel van de smaak en de voedingswaarde van de rijst verdwijnt in het kookwater. Bij andere typen wordt de rijst met afgepast water in dezelfde bak verhit en gegaard. Vaak is een maatbeker bijgeleverd, zodat met behulp van de maatverdeling op de binnenzijde van de bak de juiste hoeveelheid rijst en water afgepast kan worden.
De elektrische rijstkoker bestaat uit twee hoofdonderdelen: een verwijderbare bak waar de rijst en het water in worden gezet, met een verwarmingselement en een thermostaat daaronder.